# مدرسة الأمم (البهائية – البرازيل)

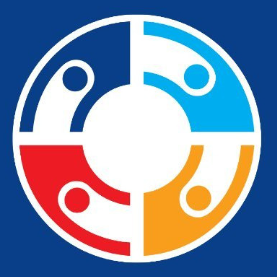
شعار المدرسة.

مدرسة الأمم، المعروفة باسم "Escola das Nações"، هي مدرسة بهائية دولية تقع في بحيرة سول، في القطاع الفدرالي (البرازيل).

## التاريخ
تأسست المدرسة في عام 1980 من قبل عائلتين من المعلمين من أمريكا الشمالية، الذين كان لديهم رؤية لبناء مدرسة تعتمد على نموذج تعليمي جديد يعزز القيم الدولية. وكان الأساس الرئيسي لهذا النموذج هو التعاليم البهائية حول "الوحدة في التنوع"، والتي تُعتبر جزءًا أساسيًا من فلسفة المدرسة.
في عام 1990، خلال الاحتفال بمحو الأمية الدولي، تعاونت المدرسة مع العديد من المجتمعات المحلية في مشاريع تعليمية، وكان أحد هذه المشاريع تحت رعاية وزير التعليم في المقاطعة الفيدرالية.
في عام 1996، خلال جلسة خاصة لمجلس النواب الفيدرالي البرازيلي تكريمًا لزيارة السيدة ماري رباني، أشار نائب من الحزب الديمقراطي الاجتماعي إلى المدرسة كمثال على مساهمات الإيمان البهائي في "المجالات الاقتصادية والتعليمية".

## المنشأة
بحلول عام 2007، كان لدى المدرسة 610 طالب مسجلين في حرمين جامعيين مختلفين: الأول لبرنامج الطفولة المبكرة للطلاب من سن 3 إلى 6 سنوات، والآخر للمراحل الابتدائية والمتوسطة والثانوية. يتكون مجتمع المدرسة من عائلات برازيلية، كثير منها ينتمي إلى السلك الدبلوماسي، بالإضافة إلى عائلات دولية تمثل حوالي 40 دولة مختلفة. هؤلاء الطلاب ينتمون إلى عائلات مرتبطة بسفارات مختلفة أو شركات متعددة الجنسيات أو منظمات دولية مثل اليونيسف والبنك الدولي والأمم المتحدة. كما تضم المدرسة 90 مدرسًا في هيئة التدريس، بما في ذلك المساعدين.